# Ctenosauriscidae
Famille
Les Ctenosauriscidae sont une famille fossile de Suchiens de la super-famille éteinte des Poposauroidea. Ils ont vécu de la fin du Trias inférieur (étage Olénékien) au Trias moyen (étages Anisien et Ladinien), il y a entre environ 248 et 241 millions d'années.

## Description
Les espèces de Ctenosauriscidae avaient une grande voile sur le dos, à la manière du Synapside Dimetrodon. 

## Extension géographique
Les Ctenosauriscidae ont été trouvés en Afrique, en Asie, en Europe et en Amérique du Nord.

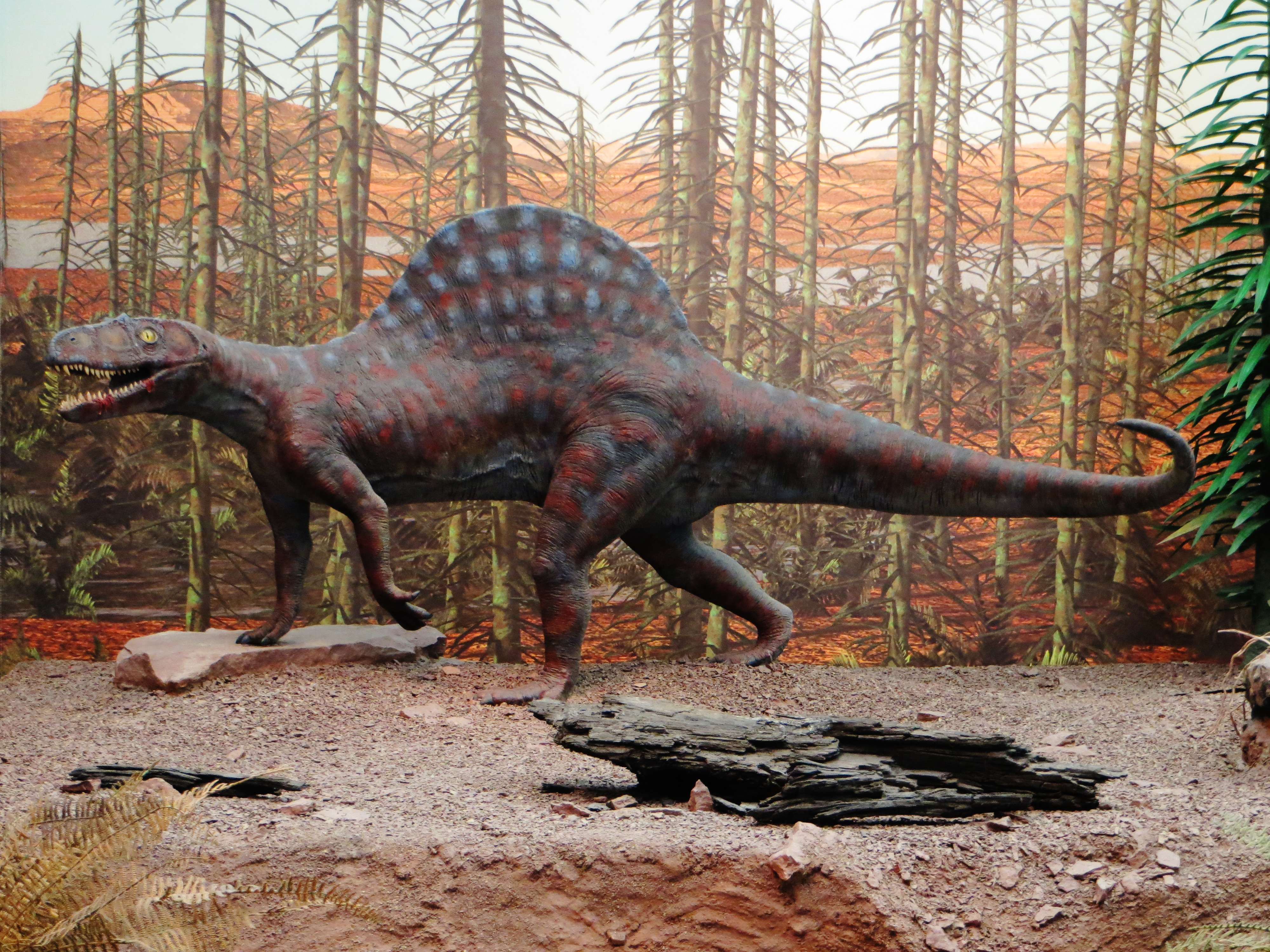
Reconstitution dArizonasaurus, Museum am Lowentor, Stuttgart

## Liste des genres
- † Arizonasaurus Welles, 1947
- † Bromsgroveia Galton, 1985
- † Bystrowisuchus Sennikov, 2012
- † Ctenosauriscus Huene, 1864
- † Hypselorhachis Butler et al., 2009
- † Xilousuchus Wu, 1981

| Genre                       | Statut | Âge       | Lieu        | Formation                        | Note                                                                   | Illustration |
| --------------------------- | ------ | --------- | ----------- | -------------------------------- | ---------------------------------------------------------------------- | ------------ |
| Arizonasaurus               | Valide | Anisien   | États-Unis  | Formation de Moenkopi            |                                                                        |              |
| Bromsgroveia                | Valide | Anisien   | Royaume-Uni | Formation des grès de Bromsgrove |                                                                        |              |
| Bystrowisuchus              | Valide | Olénékien | Russie      | Formation de Lipovskaya          |                                                                        |              |
| Ctenosauriscus              | Valide | Olénékien | Allemagne   | Formation de Solling             | Ctenosauriscus est l'un des plus anciens Archosaures connus à ce jour. |              |
| Hypselorhachis              | Valide | Anisien   | Tanzanie    | Formation de Manda               |                                                                        |              |
| Cténosauriscidé de Waldhaus | Valide | Anisien   | Allemagne   | Formation de Röt                 |                                                                        |              |
| Xilousuchus                 | Valide | Olénékien | Chine       | Formation de Heshanggou          | Xilousuchus est l'un des plus anciens Archosaures connus à ce jour.    |              |